# Roetkopmiervogel
De roetkopmiervogel (Percnostola rufifrons) is een zangvogel uit de familie Thamnophilidae (miervogels).

## Verspreiding en leefgebied
Deze soort komt voor in het noorden van het Amazonegebied en telt vier ondersoorten:
- P. r. rufifrons: de Guyana's en noordoostelijk Brazilië.
- P. r. subcristata: noordelijk Brazilië.
- P. r. minor: oostelijk Colombia, zuidwestelijk Venezuela en noordwestelijk Brazilië.
- P. r. jensoni: noordoostelijk Peru.

## Status
De grootte van de populatie is niet gekwantificeerd maar de soort wordt omschreven als vrij algemeen maar met een versnipperde verspreiding. Op de Rode lijst van de IUCN heeft deze soort de status niet bedreigd.